# دریس فان آخت
دریس فان آخت (هلندی: Dries van Agt؛ زادهٔ ۲ فوریهٔ ۱۹۳۱ – درگذشتهٔ ۵ فوریه ۲۰۲۴) یک سیاستمدار و دیپلمات اهل هلند بود. وی حقوق‌دان و عضو احزاب حزب کاتولیک و حزب استیناف دموکرات مسیحی بوده‌است. وی از دسامبر ۱۹۷۷ تا نوامبر ۱۹۸۲ نخست‌وزیر هلند بود.
فان آخت در رشته حقوق در دانشگاه رادبود تحصیل کرد و از آنجا مدرک کارشناسی ارشد حقوق گرفت، وی از سپتامبر ۱۹۵۵ تا دسامبر ۱۹۵۷ به عنوان وکیل مدافع جنایی در آیندهوون و از دسامبر ۱۹۵۷ تا ژانویه ۱۹۶۸ به عنوان کارمند دولتی در وزارتخانه‌های کشاورزی و ماهیگیری و دادگستری خدمت کرد. فان آخت از ژانویه ۱۹۶۸ تا ژوئیه ۱۹۷۱ به عنوان استاد حقوق جزا و آیین دادرسی کیفری در دانشگاه محل تحصیل خود کار کرد و از آوریل ۱۹۷۰ تا مه ۱۹۷۱ به عنوان قاضی در دادگاه منطقه‌ای آرنهم خدمت کرد.
دریس فان آخت در ۵ فوریه ۲۰۲۴، سه روز بعد از تولد ۹۳ سالگی‌اش درگذشت.